# Намибийско-финляндские отношения
Финляндско-намибийские отношения — двусторонние отношения между Финляндией и Намибией. 21 марта 1990 года, когда Финляндия признала независимость африканской страны, установились отношения между странами. Намибийское посольство, связывающее страну с Финляндией, располагается в Стокгольме, Швеция. В Виндхуке, Намибия расположено финское посольство.

## Дипломатические отношения

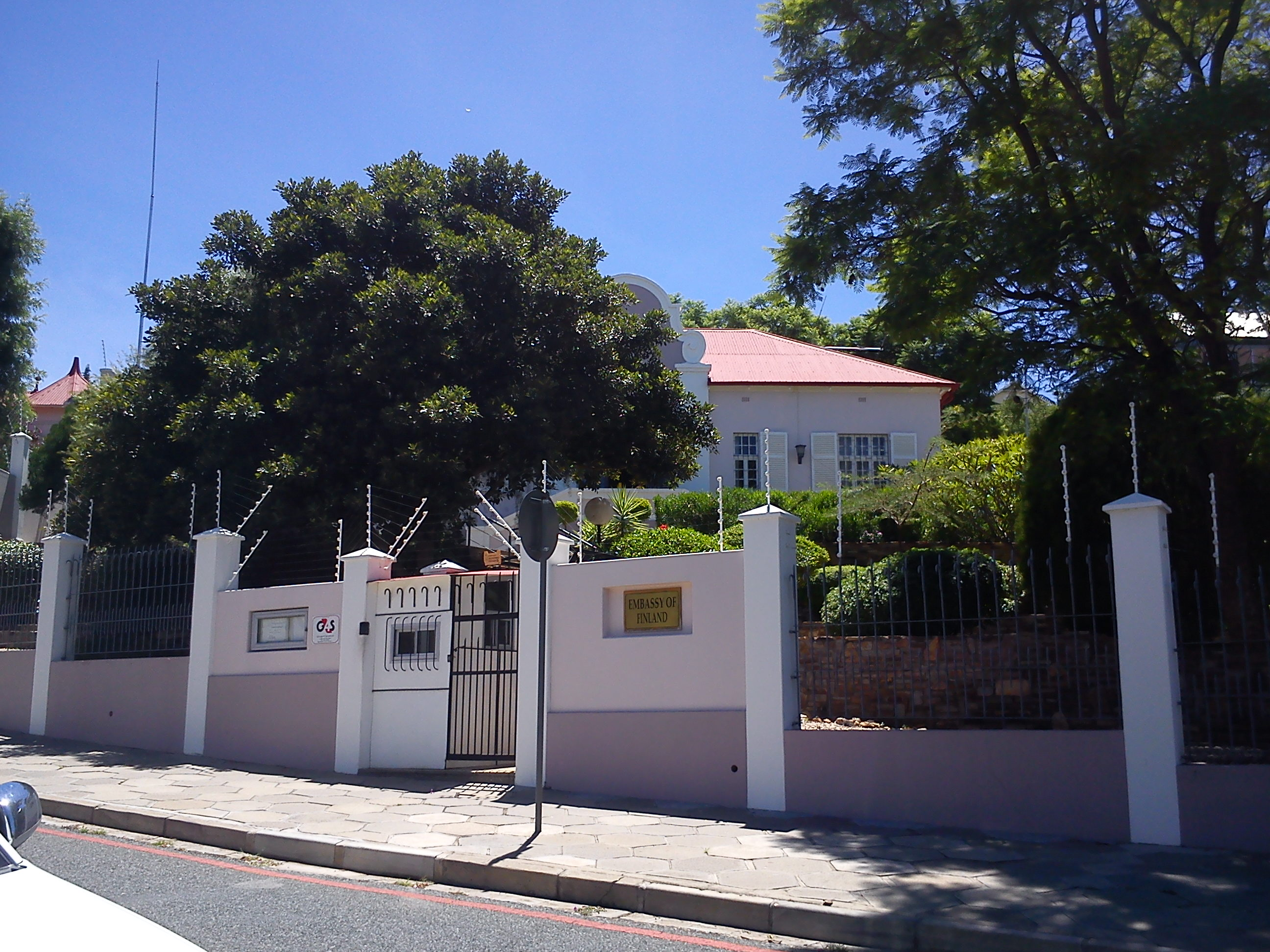
Посольство Финляндии, Виндхук

Финляндия была сторонником приобретения Намибией независимости.

## Помощь от Финляндии
Финляндия оказала африканской стране помощь в обустройстве лесного и водного хозяйства, защите окружающей среды и здравоохранении.

## Торговля между странами
В целом торговые отношения между двумя странами были ограничены. Однако в период с 2003 по 2007 год объём экспорта из Намибии в Финляндию увеличивался, но потом, в 2011 году, резко уменьшился. В тот период в страны Европы в основном экспортировались молочная и мясная продукция. В 2012 году финский министр, Александр Стубб посетил Намибию с целью налаживания торговых отношений.

## Визиты
В июне 2008 года премьер-министр Намибии Нахас Ангула посетил Финляндию.
В феврале 2011 года Намибию посетила президент Финляндии Тарья Халонен.